# 愉悦蓼
愉悦蓼（学名：Polygonum jucundum）为蓼科蓼属下的一个种。

## 扩展阅读
- 愉悦蓼的图片[]